# Alt (Usenet)
Alt – jedna z popularniejszych hierarchii Usenetowych. Jak wskazuje nazwa, jest to hierarchia alternatywna w stosunku do hierarchii oficjalnej (BIG8), więc można tu spotkać i grupy o podobnej tematyce, i grupy o tematyce, która nie zyskałaby akceptacji w oficjalnej hierarchii. Aby założyć własną grupę w tej hierarchii nie potrzeba żadnych specjalnych formalności, więc codziennie powstaje (i znika) wiele tych grup.